# Cornell (Illinois)
Cornell és una població dels Estats Units a l'estat d'Illinois. Segons el cens del 2000 tenia 511 habitants.

## Demografia
Segons el cens del 2000, Cornell tenia 511 habitants, 205 habitatges, i 142 famílies. La densitat de població era de 308,3 habitants/km².
Dels 205 habitatges en un 32,2% hi vivien nens de menys de 18 anys, en un 54,1% hi vivien parelles casades, en un 8,8% dones solteres, i en un 30,7% no eren unitats familiars. En el 28,3% dels habitatges hi vivien persones soles el 14,1% de les quals corresponia a persones de 65 anys o més que vivien soles. El nombre mitjà de persones vivint en cada habitatge era de 2,49 i el nombre mitjà de persones que vivien en cada família era de 3,06.
Per edats la població es repartia de la següent manera: un 26,2% tenia menys de 18 anys, un 9,6% entre 18 i 24, un 23,3% entre 25 i 44, un 27,8% de 45 a 60 i un 13,1% 65 anys o més.
L'edat mediana era de 39 anys. Per cada 100 dones de 18 o més anys hi havia 92,3 homes.
La renda mediana per habitatge era de 45.313 $ i la renda mediana per família de 51.429 $. Els homes tenien una renda mediana de 39.375 $ mentre que les dones 17.273 $. La renda per capita de la població era de 18.655 $. Aproximadament el 8,3% de les famílies i el 8,8% de la població estaven per davall del llindar de pobresa.

## Poblacions més properes
El següent diagrama mostra les poblacions més properes.